# Nobiskrug
Nobiskrug est un chantier naval situé sur la rivière Eider à Rendsburg, en Allemagne. 
Il a été fondé en 1905, après la création d'un accès à la mer à Rendsburg avec le canal de Kiel. Le chantier naval est situé sur l'ancien cours de l'Eider, qui se jette dans le canal 250 mètres après le chantier naval. 
Le 12 avril 2021, l'entreprise dépose son bilan ; en juillet 2021, la Flensburger Schiffbau-Gesellschaft (FSG) reprend la branche spécialisée dans la construction de superyachts de luxe qui employait environ 280 personnes ; la branche construction métallique est vendue au groupe Heinrich Rönner en novembre 2021.
2024: insolvable,

## Navires construits à Nobiskrug
- Annemarie, cargo à coque acier gréé en trois-mâts et motorisé, 1930.
- Kajama, 1930, goélette à trois mâts, lancée sous le nom de Wilfried.
- Nixe, bateau à vapeur, 1939.
- Bleichen, cargo polyvalent, 1958.
- Deutschland (A59), croiseur, 1960.
- FS Polarstern, navire océanographique et brise-glace, 1982.
- Tatoosh, yacht, 2000.
- A, yacht à moteur à voiles, 2015.